# Саффрон Берроуз
Саффрон Доміні Берроуз (англ. Saffron Burrows; (22 жовтня 1972 , St Pancrasd, Великий Лондон ) — британсько-американська акторка, яка знімалася в таких фільмах, як «Коло друзів», «Командир ескадрильї», «Глибоке синє море», «Гангстер № 1», «Енігма» «Троя», «Спорожніле місто» та «Пограбування на Бейкер-стріт». На телебаченні зіграла Лоррейн Веллер у «Юридичному відділі Бостона», лікарку Нору Скіннер у «Мій власний найгірший ворог», детектива Серену Стівенс у «Закон і порядок: Злочинні наміри» та Вікторію в «Агентах Щ. И.Т», а також Синтію Тейлор у серіалі Amazon Video Моцарт у джунглях та Дотті Квінн у серіалі Netflix «Ти».

## Ранній життєпис
Лондонка Берроуз народилася 1972 року в Сент-Панкрасі та виросла в Сток-Ньюінгтоні. Її мати була профспілковим членом та вчителькою початкової школи в Гекні, а батько — архітектором та вчителем. Її батьки та вітчим були членами Соціалістичної робітничої партії, тому Саффрон Берроуз з часу юнацтва стала політично активною.
Берроуз відвідувала початкову школу Вільяма Тіндейла в Іслінгтоні, а потім школу Сток Ньюінгтон. Коли її запитали, чому вона надає перевагу школі в Гекні чи Гемпстеді, вона відповіла, що хоче перебувати в мультикультурному інклюзивному середовищі. Саффрон записалася на курси акторської майстерності в театрі Анни Шер, коли їй було 11 років.
У Берроуз була успішна модельна кар'єра після того, як у 15-річному віці її помітив у Ковент-гардені модний фотограф Бет Болдт. Протягом п'яти років вона регулярно подорожувала між Лондоном та Парижем, де вивчала французьку мову. Її непокоїла «одержимість світу моделі ідеалом тіла».

## Кар'єра
У кіно Берроуз дебютувала в 1993 році невеликою роллю у фільмі Джима Шерідана «В ім'я батька». Її перші значні акторські ролі відбулися в 1995 році. Вона зіграла амбітну молоду ірландку в фільмі «Коло друзів» та знялася у фільмі Нгозі Онвури «Ласкаво просимо 2. Терордом». Наступного року Саффрон Берроуз знімалася у постановці Бі-Бі-Сі «Караоке» Денніса Поттера (1996) і в Hotel de Love, Lovelife, Nevada, «Побачення на одну ніч» та The Matchmaker. У 1999 році в експериментальному фільмі Майка Фіггіса «Втрата сексуальної невинності», зіграла близнючок: одна з яких жила в Англії, а інша — в Італії. Вона знялася в трилері «Глибоке синє море» і зіграла головну роль у фільмі «Міс Джулі», прем'єра якого відбулася на Міжнародному кінофестивалі в Торонто.
У 1999 році Саффрон Берроуз знялася разом зі Стелланом Скашгордом у Timecode (2000) — цифровому експериментальному фільмі, знятому одним дублем без редагування. Після цього вона знімалася в «Гангстері № 1» з Малкольмом Макдавеллом, Полом Беттані та Девідом Тьюлісом. Саффрон Берроуз грала разом з Кейт Вінслет та Дугреєм Скоттом у драмі Майкла Ептеда 1940-х років «Енігма». Вона зіграла головну роль у трилері «Спокусі», дія якого відбувається в Новому Орлеані, з Бертом Рейнольдсом та Пітером Фачінеллі в головних ролях.
Потім Саффрон Берроуз взяла участь у зйомках повнометражного фільму Майка Фіґґіса «Готель», де вона знову об'єдналася з кількома колегами з Timecode, зокрема Сальмою Хаєк та Денні Г'юстоном у Венеції, де грала герцогиню Мальфійську. У 2002 році вона мала епізодичну роль у біографічному фільмі Гаєка «Фріда».
Берроуз грала роль іспанською мовою у фільмі «Фільм Галіндес», написаному іспанським письменником Васкесом Монтальбаном, про жінку, яка шукає правду про зникнення критика домініканського диктатора Трухільйо.
У 2004 році Саффрон Берроуз зіграла роль Андромахи в Трої. У січні 2005 року вона виконала роль Джейні у світовій прем'єрі «Земного раю» в театрі Алмейда. Гра в складі любовного трикутника між Джейні Морріс, її чоловіком Вільямом Моррісом, письменником і прихильником руху мистецтв та ремесел та Данте Габріель Россетті, художника прерафаелітів.
30 жовтня 2005 року вона з'явилася на сцені лондонського театру «Олд Вік» у репетиції 24-годинної п'єси "Нічне небо "разом із Крістофером Екклстоном. У 2006 році Берроуз зіграла головну жіночу роль у новозеландському трилері «Ідеальна істота». Того ж року вона працювала з чилійським режисером Раулем Руїсом над Клімтом, його кінематографічною версією життєпису Ґустава Клімта. У цьому фільмі вона знімалася разом з Джоном Малковичем коханку артиста.
Саффрон Берроуз грала у фільмі Фей Грім Хела Нартлі. У 2006 році Берроуз зіграла головну роль разом із Девідом Швіммером у світовій прем'єрі п'єси «Some Girl(s)» Ніла Лаб'юта в театрі Гілгуд у Лондоні. Потім вона зіграла разом із Доном Чідлом та Адамом Сендлером у фільмі Майка Біндера «Спорожніле місто». Берроуз зіграла головні жіночі ролі в індійському трилері «Обірвана нитка» і в драмі «Небезпечна парковка» режисера Пітера Говітта. На телебаченні Берроуз зіграла адвоката Лорейн Веллер у серіалі ABC Boston Legal (4-й сезон) з 2007 по 2008 рік. Вона знялася в серіалі NBC 2008 року «Мій власний найгірший ворог».
У 2008 році Берроуз знялася в незалежному фільмі «Гітара» — режисерському дебюті Емі Редфорд, прем'єра якого відбулася на кінофестивалі «Санденс». У 2008 році вона зіграла головну роль Мартін Лав у фільмі про пограбування Роджера Дональдсона «Пограбування на Бейкер-стріт». Вона також знімалася разом із Кевіном Спейсі у фільмі Джонаса Пейта «Психоаналітик». Вона брала участь у створенні відео «Actors Come Clean for Congo» для кампанії Raise Hope for Congo Enough Project.
У 2010 році вона зіграла детектива Серену Стівенс у 9-му сезоні серіалу «Закон і порядок: Злочинні наміри». У вересні 2010 року вона взяла участь у документальному художньому фільмі «Люди говорять», знятого режисерами та продюсерами Коліна Ферта та Ентоні Арнова, який транслювався на каналі History Channel, пов'язаному з фільмом «Люди говорять — International». Burrows створено для кампанії Marks & Spencer осінньої 2010 року для асортименту Portfolio. У 2012 році Берроуз знімалася разом з Робом Лоу в політичній комедії «Ножовий бій». Вона брала участь у «24 Hour Plays» у Лондоні, Нью-Йорку та Лос-Анджелесі.
У 2013 та 2014 роках Берроуз приєдналася до кінематографічного всесвіту Marvel у телевізійному шоу ABC «Агенти Щ. И.Т», де зіграла агента Щ. И. Т. А Вікторію Хенд у повторюваній ролі.
У 2019 році Берроуз також зіграла повторювану роль Дотті Квінн у другому сезоні трилера Netflix «Ти». Вона повторила свою роль у третьому сезоні, який вийшов у жовтні 2021 року.
Вона знялася у відеошоу Amazon Video «Моцарт у джунглях» у ролі Синтії Тейлор — віолончелістки Нью-Йоркського симфонічного оркестру. Серіал тривав чотири сезони з 2014 по 2018 рік.
Берроуз писала щоденники, рецензії на книги та статті в газетах і журналах для The Guardian, The Independent, The Times та New Statesman.

## Особисте життя
Саффрон Берроуз — членкиня Королівського товариства мистецтв. Берроуз визнана бісексуалка, яка сама вона свідчить «віддає перевагу товариству жінок». У 1990-х роках вона була заручена з актором Аланом Каммінгом і зустрічалася з режисером Майком Фіггісом п'ять років до 2002 року. Також раніше вона перебувала у стосунках з ірландського акторкою Фіоною Шоу.
У серпні 2013 року Берроуз вийшла заміж за письменницю Елісон Баліан, свою подругу, з якою була разом шість років. У 2012 році Берроуз народила сина, а у 2017 році — доньку. У 2020 році вони розлучилися.
Берроуз висловлювала симпатії до соціал-демократії європейського типу та до французького політика- соціаліста Сеголен Руаяль. Вона приєдналася до антирасистської групи, коли їй було 11 років, і згодом стала віце-президентом Національного руху за громадянські права. Берроуз бореться за права та рівність інвалідів. У 2009 році Берроуз отримала американське громадянство.

## Фільмографія

### Фільми
| Рік  | Назва                          | Роль                              | Примітки         |
| ---- | ------------------------------ | --------------------------------- | ---------------- |
| 1991 | Красиве тіло                   | модель                            | короткометражний |
| 1993 | В ім'я батька                  | Дівчина в Комуні                  |                  |
| 1995 | Коло друзів                    | Нан Махон                         |                  |
| 1995 | Великий                        | Джуль                             |                  |
| 1995 | Ласкаво просимо II на терордом | Джоді                             |                  |
| 1996 | Hotel de Love                  | Мелісса Моррісон                  |                  |
| 1997 | Lovelife                       | Зої                               |                  |
| 1997 | Невада                         | Квінн                             |                  |
| 1997 | Побачення на одну ніч          | Супермодель                       |                  |
| 1997 | Свати                          | Мойра Кеннеді Келлі               |                  |
| 1999 | Командир ескадрильї            | Лейтенант-командир «Ангел» Деверо |                  |
| 1999 | Втрата сексуальної невинності  | дві близнючки                     |                  |
| 1999 | Глибоке синє море              | Доктор Сьюзан Маккалістер         |                  |
| 1999 | «Міс Джулі»                    | Міс Джулі                         |                  |
| 2000 | Припущення                     | Рубін                             | короткометражний |
| 2000 | Часовий код                    | Емма Грін                         |                  |
| 2000 | Гангстер № 1                   | Карен                             |                  |
| 2001 | Енігма                         | Клер Роміллі                      |                  |
| 2001 | Спокуса                        | Ліллі Леблан                      |                  |
| 2001 | Сьомий потік                   | Майред                            |                  |
| 2001 | Готель                         | Герцогиня Мальфійська             |                  |
| 2002 | Фріда                          | Благодать                         |                  |
| 2002 | Точка спалаху                  | Дара                              |                  |
| 2002 | Огидна людина                  |                                   | короткометражний |
| 2003 | Файл Галіндес                  |                                   |                  |
| 2003 | Пітер Пен                      | Оповідач / Венді Дарлінг          | голос            |
| 2004 | Круг                           | Грейс Круг                        | короткометражний |
| 2004 | Троя                           | Андромаха                         |                  |
| 2004 | Страшні поцілунки              | Жінка                             | короткометражний |
| 2006 | Ідеальна істота                | Капітан Ліллі Сквайрс             |                  |
| 2006 | Клімт                          | Леа де Кастро                     |                  |
| 2006 | Фей Грім                       | Джульєтта                         |                  |
| 2007 | Обірвана нитка                 | Дженні                            |                  |
| 2007 | Спорожніле місто               | Донна Ремар                       |                  |
| 2007 | Небезпечна парковка            | Клер Маттесон                     |                  |
| 2008 | Гітара                         | Мелоді Вайлдер                    |                  |
| 2008 | Пограбування на Бейкер-стріт   | Мартін Лав                        |                  |
| 2009 | Психоаналітик                  | Кейт Амберсон                     |                  |
| 2009 | Істмани                        | Доктор Анна Істман                |                  |
| 2010 | Юристи                         | Енн                               | короткометражний |
| 2012 | Безвихідна ситуація            | Франсін                           |                  |
| 2012 | Ножовий бій                    | Софія Беккер                      |                  |
| 2015 | Кутири                         | Вероніка                          |                  |
| 2023 | Небезпечні води                | Алма                              | [ 49 ]           |
| 2024 | Код «Чорна канарка»            | Елізабет Міллс                    |                  |

### Телебачення
| рік            | Назва                            | Роль                | Примітки                                                                   |
| -------------- | -------------------------------- | ------------------- | -------------------------------------------------------------------------- |
| 1992           | Les cinq dernières minutes       | Дейзі Сміт          | Епізод: «Meurtre en Ardèche»                                               |
| 1993           | Повна розтяжка                   |                     | Епізод: «Сімейні справи»                                                   |
| 1996           | Караоке                          | Сандра Солларс      |                                                                            |
| 1996           | Холодний Лазар                   | Сандра Солларс      |                                                                            |
| 1996           | Вирішальні казки                 | Сара Браун          | Епізод: «Я приношу тобі ладан»                                             |
| 2007–2008 роки | Юристи Бостона                   | Лотарингія Веллер   | 20 серій                                                                   |
| 2008           | Мрачні дні                       | Люсі                | Епізод: «Нен і Люсі»                                                       |
| 2008           | Міс Марпл Агати Крісті           | Одрі Стрендж        | Епізод: «Назустріч нулю»                                                   |
| 2008           | Мій власний найгірший ворог      | Доктор Нора Скіннер | 9 серій                                                                    |
| 2009           | Королі                           | Смерть              | Епізод: «The Sabbath Queen» (епізод 8)                                     |
| 2010           | Закон і порядок: злочинні наміри | Дет. Серена Стівенс | 15 серій (9 сезон)                                                         |
| 2011           | Кістки                           | Айк Латуліпп        | Епізод: «The Finder» (сезон 6, епізод 19)                                  |
| 2013           | Божевільні                       | Хелена              | Сезон 1, серія 5: «Вона така європейка»                                    |
| 2013–2014 роки | Агенти Щ.И.Т.                    | Вікторія Хенд       | 4 епізоди                                                                  |
| 2014–2018 роки | Моцарт у джунглях                | Синтія Тейлор       | Серія регулярна                                                            |
| 2019           | Елементарно                      | Рубі Карвіль        | Сезон 7, серія 1: «Подальші пригоди»                                       |
| 2019–2021 роки | Ти                               | Дотті Квінн         | Повторювана роль (2 сезон); Головний акторський склад (3 сезон) (11 серій) |
| 2022           | Край «Дикий Захід»               | Анастасія Вітні     | Сезон 4 Епізод 2: «Достатньо добре на самоті»                              |

## Нагороди та номінації
Blockbuster Entertainment Award
- 2000: номінація на «Улюблену актрису-початківця» – Глибоке синє море

Премія Гільдії кіноакторів
- 2008: Номінація, «Видатна гра членів трупи в драматичному серіалі» – Юридичний відділ Бостона
- 2009: Номінація, «Видатна гра членів трупи в драматичному серіалі» – Юридичний відділ Бостона